# Rubicundus lakeside
Rubicundus lakeside – gatunek bezszczękowca z rodziny śluzicowatych (Myxinidae). 

## Zasięg występowania
Znana jedynie z okolic Wysp Galapagos.

## Cechy morfologiczne
Osiąga 27,5 cm długości – jest to długość okazu, na podstawie którego opisano gatunek (niedojrzałej samicy). 5 par worków skrzelowych. 88 gruczoły śluzowe (w tym 19 ogonowych).
Ubarwienie ciała pomarańczowo-różowe.

## Biologia i ekologia
Okaz, na podstawie którego opisano gatunek schwytano w metalową pułapkę na głębokości 762 m, na niemal płaskim dnie pokrytym szarym mułem z nielicznymi kamieniami pochodzenia wulkanicznego (do 0,5 m średnicy), w sąsiedztwie większych, kamienistych raf. Temperatura w tym miejscu wynosiła ok. 8 °C, zaś prąd wody miał prędkość ok. 0,3 węzła.